# 君
君，原指君主。中国自战国时代形成封君制，君成为爵位的一种。在朝鮮半島，王氏高麗、李氏朝鮮兩朝封王子等王族為君。

## 中国的君
戰國時代有信陵君、平原君等，都是王族受分封後之稱號，以封地為號。特别的封君称号有武安君。項羽時，是爵位之外的一種稱號，如當陽君英布為九江王、番君吳芮為衡山王。西漢時，某些關內侯稱為君，如孔子後人封為褒成君、周朝王室後人封為周子南君；漢武帝尊其外祖母臧兒為平原君，是為女性封君之始。此後君逐漸為女性所專用，歷代有郡君、縣君等，多封與皇族女性和命婦。
除君子一词外，君在中文中也是對男子的敬稱，如王君、謝君之類。又見於一些神仙的稱號，如「湘君」、「雲中君」「關聖帝君」、「許真君」、「碧霞元君」等。君還可當第二人稱使用，如詩句：莫愁前路无知己， 天下谁人不识君。

## 朝鲜王朝的君
李氏朝鮮王朝對國王之子的封爵，嫡子稱大君(대군)，庶子稱君(王子君，왕자군)；若國王之父並非國王（旁支即位），則封其父為大院君。

## 日本的大君
日本君主在採用「天皇」這一稱號前，稱為大王。「大王」讀作おほきみ（ohokimi，現代演變為おおきみ ōkimi），也可寫成同音的「大君」（但這種寫法很少見）。大王的子孫等也可稱為大君。
平安時代尊稱貴族的長女為大君（おほいきみ ohoikimi，現代演變為おおいぎみ ōigimi），次女為「中之君」（中の君），以下「三之君」（三の君）、「四之君」（四の君），以此類推。《源氏物語》中有「宇治之大君」。
江戶時代幕府將軍發外交國書時，自稱日本國大君。

## 聞得大君
琉球王國的最高祭司稱聞得大君（所有祭司都是女性）。